# Ratinger TC Grün-Weiß
Der Ratinger Tennisclub Grün-Weiß 1911 e. V. ist ein deutscher Tennisverein aus Ratingen. Die Club-Anlage verfügt über insgesamt 13 Plätze, davon 11 Aschenplätze und 2 Hallenplätze mit Teppichbelag. Derzeit hat der Verein 520 Mitglieder, darunter 271 Erwachsene, 235 Kinder, Jugendliche und Auszubildende sowie 14 passive Mitglieder (Stand: 2012).

## Geschichte
Der Verein wurde 1911 gegründet. Seit März 2011 gibt es im RTC zudem eine eigene Hockey-Abteilung (80 Mitglieder Stand 2012). Der Verein veranstaltet seit 2011 das “WSH Ratingen Open”, ein ITF-Damenturnier; erste Siegerin war Scarlett Werner.

## Mannschaften
Die Damenmannschaft des RTC spielte nach dem Aufstieg 2007 vier Jahre lang in der 2. Bundesliga. Unter dem Namen WSH Ratingen (nach dem Sponsor WSH Deutsche Vermögenstreuhand benannt) wurde die Mannschaft 2011 Meister und stieg in die 1. Bundesliga auf.
Im Kader für 2012 des nach einem Kosmetikunternehmen M2Beauté Ratingen benannten Damen-Bundesliga-Teams standen mit Andrea Petković, Angelique Kerber und Julia Görges drei der damals besten deutschen Tennisspielerinnen.
Die erste Herrenmannschaft des TC Grün-Weiß spielt in der Regionalliga West. (Stand 2014)

Aktuell spielen insgesamt 6 Mannschaften in der höchsten möglichen Spielklasse:
- 1. Damen (M2Beauté Ratingen): 1. Bundesliga
- 2. Damen: Regionalliga
- Damen 30: Regionalliga
- Damen 55: Niederrheinliga
- 1. Herren 30 (Jacobi & Partner Ratingen): Bundesliga Nord
- 1. Herren 40: Regionalliga

### Aktuelle Bundesligamannschaft
Nr. 1:  Elina Switolina

Nr. 2:  Irina-Camelia Begu

Nr. 3:  Mona Barthel

Nr. 4:  Kirsten Flipkens

Nr. 5:  Lara Arruabarrena Vecino

Nr. 6:  Tatjana Maria

Nr. 7:  Stefanie Vögele

Nr. 8:  María Teresa Torró Flor

Nr. 9:  Sessil Karatantschewa

Nr. 10:  Mandy Minella

Nr. 11:  Ana Vrljić

Nr. 12:  Michaëlla Krajicek

Nr. 13:  Tamara Korpatsch

Nr. 14:  Kristina Barrois

Nr. 15:  Nicola Geuer

Nr. 16:  Laura Holterbosch

### Bekannte ehemalige Spielerinnen
- Angelique Kerber
- Andrea Petković
- Julia Görges
- Simona Halep

### Erfolge der Damen
- Deutscher Meister: 2015
- Deutscher Vizemeister: 2012, 2013, 2014
- Aufstieg in die 1. Tennis-Bundesliga: 2011
- Niederrheinmeister (Halle): 2013, 2014

### Erfolge der Herren 30
- Deutscher Meister: 2014, 2015